# 운터촐리코펜역
운터촐리코펜역(독일어: Bahnhof Unterzollikofen)은 스위스 베른주 촐리코펜에 위치한 철도역이다. 베른-졸로투른 지역교통의 1,000mm 미터궤 촐리코펜-베른선의 북쪽 종점이다.

## 운행편
운터촐리코펜에서 정차하는 서비스는 다음과 같다.
- 베른 S-반 S9 : 15분마다 베른까지 운행